# Chlorofluorocarbon
Chlorofluorocarbon, thường được gọi theo tên viết tắt là CFC, là một nhóm hợp chất hữu cơ halogen hóa đầy đủ; chỉ chứa cacbon, clo và fluor; được sản xuất như là một dẫn xuất dễ bay hơi của khí methan, etan và propan.
Nó cũng thường được gọi bằng nhãn hiệu của DuPont là Freon. Đại diện phổ biến nhất của CFC là dichlorodifluoromethan (tức R12 hay Freon-12). Nhiều CFC đã được sử dụng rộng rãi như là chất làm lạnh, chất đẩy (trong các ứng dụng bình xịt) và dung môi.
Do CFC góp phần vào sự suy giảm ôzôn trong tầng thượng khí quyển nên sản xuất các hợp chất như vậy đã được loại bỏ theo Nghị định thư Montreal, và nó đang được thay thế bằng các sản phẩm khác như các hydrofluorocarbon (HFC) , ví dụ như R-410A và R-134a.

## Cấu trúc
Giống như các anlkane đơn giản, cacbon trong các liên kết CFC với đối xứng tứ diện. Bởi vì các nguyên tử fluor và clo khác nhau rất nhiều về kích cỡ và điện tích hiệu dụng từ hydro và từ mỗi khác, các CFC có nguồn gốc từ mêtan đi chệch khỏi đối xứng tứ diện hoàn hảo.
Các tính chất vật lý của CFC và HCFC có thể điều chỉnh được bằng những thay đổi về số lượng và đặc tính của các nguyên tử halogen. Nói chung chúng rất dễ bay hơi, nhưng ít hơn so với ankan mẹ của chúng. Tính bay hơi giảm được cho là do tính phân cực gây ra bởi các halide, gây ra các tương tác giữa các phân tử. Do đó, khí methan sôi ở nhiệt độ -161 °C trong khi các fluoromethan sôi từ -51,7 (CF2H2) đến -128 °C (CF4). Các CFC thậm chí còn điểm sôi cao hơn bởi vì các chloride là phân cực mạnh hơn fluorrua. Do tính phân cực của chúng, CFC là dung môi hữu ích, và các điểm sôi của chúng làm cho chúng là thích hợp để làm chất làm lạnh. CFC khó cháy hơn methan, một phần do chúng chứa ít liên kết C-H hơn và một phần bởi vì, đối với chloride và bromide, các halide đã giải phóng dập tắt các các gốc tự do duy trì sự cháy.
Mật độ của các CFC cao hơn của các ankan tương ứng của chúng. Nói chung mật độ của các hợp chất này tương quan với số lượng chloride.
Các CFC và HCFC thường được tạo ra bằng cách trao đổi halogen, bắt đầu bằng các dẫn xuất của methan và ethan đã clo hóa. Minh họa là sự tổng hợp của chlorodifluoromethan từ chloroform:
HCCl3 + 2 HF → HCF2Cl + 2 HCl
Các dẫn xuất brom hóa được tạo ra bằng các phản ứng gốc tự do của các chlorofluorocarbon, thay thế các liên kết C-H bằng các liên kết C-Br. Sản xuất thuốc gây mê 2-bromo-2-chloro-1,1,1-trifluoroethan ("halothan") minh họa:
CF3CH2Cl + Br2 → CF3CHBrCl + HBr

## Phản ứng
Phản ứng phản ứng quan trọng nhất của các CFC là sự phân rã quang của một liên kết C-Cl:
CCl3F → CCl2F. + Cl.
Clo nguyên tử, thường viết là Cl., hoạt động rất khác với clo phân tử (Cl2). Gốc Cl. tồn tại lâu dài ở tầng thượng khí quyển, nơi nó xúc tác việc chuyển đổi ozon thành O2. Ozon hấp thụ bức xạ UV-B, do đó sự cạn kiệt của nó cho phép nhiều bức xạ năng lượng cao này tiến tới bề mặt Trái Đất. Các nguyên tử brom là những chất xúc tác hiệu quả hơn nhiều; do đó các CFC brom hóa cũng được điều chỉnh.

## Ứng dụng
Các CFC và HCFC được sử dụng trong nhiều ứng dụng là do độc tính thấp, độ phản ứng thấp và khả năng bắt cháy thấp của chúng. Mọi hoán vị của fluor, clo và hydro dựa theo methan và ethan đã được kiểm tra và phần lớn đã được thương mại hóa. Ngoài ra, nhiều mẫu cũng được biết đến đối với số lượng cacbon cao hơn cũng như đối với các hợp chất có liên quan có chứa brom. Các sử dụng bao gồm chất làm lạnh, chất tạo khí, chất đẩy trong các ứng dụng y tế và dung môi tẩy dầu mỡ.
Hàng tỷ kilogam chlorodifluoromethan được sản xuất hàng năm làm tiền chất sản xuất tetrafluoroethylen, một đơn phân được chuyển đổi thành Tefluorn.

## Các lớp hóa chất, danh pháp
- Các chlorofluorocarbon (CFC): Khi dẫn xuất từ methan và ethan thì các hợp chất này có công thức chung CClmF4−m và C2ClmF6−m; trong đó m ≠ 0.
- Các hydro-chlorofluorocarbon (HCFC): Khi dẫn xuất từ methan và ethan thì các hợp chất này có công thức chung CClmFnH4−m−n và C2ClxFyH6−x−y; trong đó m, n, x và y ≠ 0.
- và các bromofluorocarbon có công thức tương tự như CFC và HCFC nhưng có chứa brom.
- Các hydrofluorocarbon (HFC): Khi dẫn xuất từ methan, ethan, propan và butan thì các hợp chất này có công thức chung CFmH4−m, C2FmH6−m, C3FmH8−m và C4FmH10−m; trong đó m ≠ 0.

### Hệ thống đánh số
Một hệ thống đánh số đặc biệt được sử dụng cho các ankan fluor hóa, với tiền tố là Freon-, R-, CFC- và HCFC-, trong đó giá trị tận cùng bên phải chỉ ra số lượng nguyên tử fluor, giá trị kế tiếp về bên trái là số nguyên tử hydro cộng 1, và giá trị kế tiếp về bên trái là số nguyên tử cacbon trừ 1 (các giá trị bằng 0 không được biểu diễn), và các nguyên tử còn lại là clo.
Chẳng hạn Freon-12 chỉ ra rằng đây là một dẫn xuất của methan (chỉ có 2 chữ số) chứa 2 nguyên tử fluor (chữ số 2 ở tận cùng bên phải) và không chứa hydro (1 - 1 = 0). Vì thế công thức của nó là CCl2F2.
Một phương trình khác cũng có thể áp dụng để thu được công thức phân tử chính xác của lớp các hợp chất CFC / R / Freon là lấy số đó cộng (+) 90. Giá trị thu được, tính từ trái qua phải sẽ bao gồm số lượng nguyên tử cacbon như là chữ số thứ nhất, chữ số thứ hai là số lượng nguyên tử hydro còn chữ số thứ ba là số nguyên tử fluor. Các liên kết cacbon còn lại chưa bị chiếm chỗ là số các nguyên tử clo. Giá trị thu được từ phương trình này luôn là số có 3 chữ số. Ví dụ đơn giản là CFC-12, ta có 90 + 12 = 102 suy ra có 1 nguyên tử cacbon, 0 nguyên tử hydro, 2 nguyên tử fluor, và vì thế còn 2 liên kết chưa chiếm chỗ là của 2 nguyên tử clo, tạo ra công thức CCl2F2. Ưu điểm chính của phương pháp suy luận thành phần phân tử này so với phương pháp mô tả ở đoạn trên đây là ở phương pháp này nó cho biết số lượng nguyên tử cacbon của phân tử.
Các Freon chứa brom được ký hiệu bằng 4 chữ số. Các đồng phân (là phổ biến với các dẫn xuất từ ethan và propan) được chỉ ra bằng các chữ cái sau các chữ số:
| Các CFC cơ bản                           | Các CFC cơ bản                                           | Các CFC cơ bản | Các CFC cơ bản          |
| Tên hệ thống                             | Tên thường gọi, mã                                       | Điểm sôi (°C)  | Công thức               |
| ---------------------------------------- | -------------------------------------------------------- | -------------- | ----------------------- |
| Trichlorofluoromethan                    | Freon-11, R-11, CFC-11                                   | 23,8           | CCl3F                   |
| Dichlorodifluoromethan                   | Freon-12, R-12, CFC-12                                   | −29,8          | CCl2F2                  |
| Difluoromethan/pentafluoroethan          | R-410A, Puron, AZ-20                                     | −48,5          | 50% CH2F2 + 50% CHF2CF3 |
| Chlorotrifluoromethan                    | Freon-13, R-13, CFC-13                                   | −81,0          | CClF3                   |
| Chlorodifluoromethan                     | R-22, HCFC-22                                            | −40,8          | CHClF2                  |
| Dichlorofluoromethan                     | R-21, HCFC-21                                            | 8,9            | CHCl2F                  |
| Chlorofluoromethan                       | Freon 31, R-31, HCFC-31                                  | −9,1           | CH2ClF                  |
| Bromochlorodifluoromethan                | BCF, Halon 1211, H-1211, Freon 12B1                      | −3,7           | CBrClF2                 |
| 1,1,2-Trichloro-1,2,2-trifluoroethan     | Freon 113, R-113, CFC-113, 1,1,2-Trichlorotrifluoroethan | 47,7           | Cl2FC-CClF2             |
| 1,1,1-Trichloro-2,2,2-trifluoroethan     | Freon 113a, R-113a, CFC-113a                             | 45,9           | Cl3C-CF3                |
| 1,2-Dichloro-1,1,2,2-tetrafluoroethan    | Freon 114, R-114, CFC-114, Dichlorotetrafluoroethan      | 3,8            | ClF2C-CClF2             |
| 1-Chloro-1,1,2,2,2-pentafluoroethan      | Freon 115, R-115, CFC-115, Chloropentafluoroethan        | −38,0          | ClF2C-CF3               |
| 2-Chloro-1,1,1,2-tetrafluoroethan        | R-124, HCFC-124                                          | −12,0          | CHFClCF3                |
| 1,1-Dichloro-1-fluoroethan               | R-141b, HCFC-141b                                        | 32,0           | Cl2FC-CH3               |
| 1-Chloro-1,1-difluoroethan               | R-142b, HCFC-142b                                        | −9,2           | ClF2C-CH3               |
| Tetrachloro-1,2-difluoroethan            | Freon 112, R-112, CFC-112                                | 91,5           | CCl2FCCl2F              |
| Tetrachloro-1,1-difluoroethan            | Freon 112a, R-112a, CFC-112a                             | 91,5           | CClF2CCl3               |
| 1,1,2-Trichlorotrifluoroethan            | Freon 113, R-113, CFC-113                                | 48,0           | CCl2FCClF2              |
| 1-bromo-2-chloro-1,1,2-trifluoroethan    | Halon 2311a                                              | 51,7           | CHClFCBrF2              |
| 2-bromo-2-chloro-1,1,1-trifluoroethan    | Halon 2311                                               | 50,2           | CF3CHBrCl               |
| 1,1-Dichloro-2,2,3,3,3-pentafluoropropan | R-225ca, HCFC-225ca                                      | 51,0           | CF3CF2CHCl2             |
| 1,3-Dichloro-1,2,2,3,3-pentafluoropropan | R-225cb, HCFC-225cb                                      | 56,0           | CClF2CF2CHClF           |

## An toàn
Theo bảng dữ liệu an toàn hóa chất (MSDS) của chúng, các CFC và HCFC là các chất lỏng và chất khí không màu, dễ bay hơi, độc hại, có mùi thơm ngọt dịu. Tiếp xúc quá mức ở nồng độ 11% hoặc hơn có thể gây chóng mặt, mất tập trung, suy nhược hệ thần kinh trung ương và/hoặc loạn nhịp tim. Chất hơi thế chỗ của không khí và có thể gây ra ngạt thở trong những không gian hạn hẹp. Mặc dù không bắt cháy, nhưng các sản phẩm đốt cháy của chúng bao gồm axit fluorhydric và các chất liên quan. Phơi nhiễm nghề nghiệp bình thường được đánh giá ở mức 0,07% và không gây nguy hiểm cho sức khoẻ nghiêm trọng.